# Gentianella hieronymi
Gentianella hieronymi là một loài thực vật có hoa trong họ Long đởm. Loài này được (Gilg) Fabris mô tả khoa học đầu tiên năm 1958.